# Rhacura pulchra
Rhacura pulchra is een pissebed uit de familie Janiroidea incertae sedis. De wetenschappelijke naam van de soort is voor het eerst geldig gepubliceerd in 1908 door Richardson.